# Postcards from the Wedge
«Postcards From the Wedge» (с англ. — «Открытки с развода») — четырнадцатый эпизод двадцать первого сезона мультсериала «Симпсоны», премьера которого состоялась 14 марта 2010 года на телеканале сети Fox. Сценарий к эпизоду написал американский телесценарист Брайан Келли, известный также по эпизодам «Treehouse of Horror XIII» и «Margical History Tour», а режиссёром выступил Марк Киркленд, для которого этот эпизод стал 63-м по счёту.

## Сюжет
В школе мисс Крабаппл показывает своим ученикам видео 1956 года о будущем и спрашивает домашнее задание, выданное им три месяца назад. Барт, не подготовив своё задание, старается сделать его «на ходу» из мусора, который он нашёл в своём письменном столе. Однако мисс Крабаппл не одобряет это и готовится отправить письмо его родителям. Она даёт его Мартину, чтобы тот отправил его по почте.
После получения письма у Гомера и Мардж возникают разногласия, стоит ли Барту выполнять такой объём домашнего задания. Спор разгорается, а Барт начинает их провоцировать на пустом месте. Мардж ищет совета у Неда Фландерса, который напоминает, что он поспорил по незначительному поводу с Мод, а на следующий день она умерла. Он отмечает, что смерть Мод по-прежнему преследует его, и Мардж решает всё изменить. Тем временем Гомеру снится случайное убийство Мардж, и он понимает, что тоже хочет примирения. Они решают, чтобы Барт сам справился с тем заданием.
Когда Барт понимает, что родители уже не спорят, он и Милхаус решают подшутить над директором Скиннером. Чтобы избежать наказания от Скиннера, они прячутся в заброшенном метрополитене, где обнаруживают, что поезда ещё работают. Они проезжаются по городу, вызывая землетрясение. Когда Барт понимает, что и это безразлично Гомеру и Мардж, он рассказывает всё Нельсону. Он говорит Барту, что ему надо повысить планку.
Узнав, что в стене появилась трещина от землетрясения и вскоре школа может разрушиться, Барт решает уничтожить школу. Гомер и Мардж находят в холодильнике письмо от Лизы, в котором говорится о том, что собирается сделать Барт, и они решают предотвратить это. Гомер пытается остановить поезд с помощью аварийного рычага, но это ему не удаётся, поскольку рычаг заклинивает. В конце концов, Гомер останавливает состав, представив, что рычаг — это Барт . Однако на школу падает флаг и разрушает её (на радость Нельсону и мисс Крабаппл). Всё становится как прежде.
В конце эпизода Лиза заходит к Барту, она говорит ему, что не писала эту записку и думает, что это был он, так как там присутствовало написанное с ошибкой слово «школа». Барт подтверждает её предположения. Лиза обещает не выдавать его, чтобы родители продолжили считать его хулиганом.